# Clubul Sportiv Știința Bacău 2012-2013 (pallavolo femminile)
Questa voce raccoglie le informazioni riguardanti il Clubul Sportiv Știința Bacău nelle competizioni ufficiali della stagione 2012-2013.

## Organigramma societario
Area direttiva
- Presidente: Florin Grapă

Area tecnica
- Allenatore: Florin Grapă
- Allenatore in seconda: Melu Manta

## Rosa
| N° | Nome              | Ruolo | Data di nascita   | Nazionalità sportiva |
| -- | ----------------- | ----- | ----------------- | -------------------- |
| 1  | Ramona Breban     | S/O   | 17 agosto 1989    | Romania              |
| 2  | Denisa Rogojinaru | S     | 16 maggio 1985    | Romania              |
| 3  | Simona Bîrzan     | S     | 28 giugno 1992    | Romania              |
| 4  | Lucía Gaido       | L     | 19 gennaio 1988   | Argentina            |
| 5  | Mihaela Herlea    | C     | 11 gennaio 1978   | Romania              |
| 6  | Alexandra Sobo    | C     | 25 aprile 1987    | Romania              |
| 7  | Kremena Kamenova  | S     | 21 maggio 1988    | Bulgaria             |
| 8  | Roxana Iosef      | S     | 19 agosto 1988    | Romania              |
| 9  | Mihaela Truţă     | S     | 18 dicembre 1975  | Romania              |
| 10 | Sanja Aleksovska  | P     | 3 dicembre 1984   | Macedonia del Nord   |
| 11 | Crina Hosu        | S     | 11 settembre 1980 | Romania              |
| 12 | Georgiana Faleş   | C     | 4 febbraio 1986   | Romania              |
| 13 | Sabina Miclea     | P     | 4 dicembre 1990   | Romania              |
| 14 | Kim Staelens      | P     | 7 gennaio 1982    | Paesi Bassi          |
| 15 | Emilce Sosa       | C     | 11 settembre 1987 | Argentina            |